# 埃里伯斯火山
埃里伯斯火山（英語：Mount Erebus）位於南極洲羅斯島，是南極洲上第二高的火山（僅次於西德利火山），海拔高度3795米，終年和冰雪相伴。它也是地球上已知區域最南端的一座活火山。埃里伯斯火山自130萬年前活躍至今。現時，埃里伯斯火山觀察站由新墨西哥礦業及科技學院營運。

## 地質

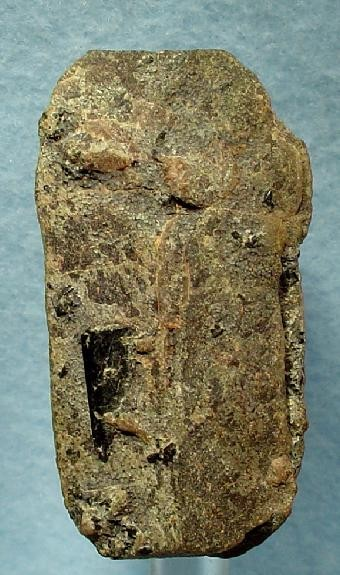
從埃里伯斯火山采集的長石晶體

現時，埃里伯斯火山是全南極洲最活躍的火山。該山山體内有永久對流的響岩岩漿熔岩湖，是世上僅有的五個永久熔岩湖之一。
火山有一个活动的喷火口，广约800米，深275米；还有两个熄灭的喷火口。1900年和1902年有过火山活动，熄灭的喷火口存有大量硫磺。
這座火山曾在1947年和1995年又各噴發了一次，在噴發出來的蒸氣中，發現了極少量的純金。
埃里伯斯火山上有好幾個噴氣孔，蒸氣噴出不久就被冷凝，凍成形庇各異的蒸氣柱，這個火山噴出的煙霧含有硫。

## 历史

### 发现和命名
1841年，詹姆斯·克拉克·羅斯和他的探險隊（包括達爾文之友約瑟夫·道爾頓·胡克）發現了此火山。羅斯以其英國皇家海軍艦隊旗下其中一艘船隻“厄瑞玻斯號”為此火山命名。該船由得名自希臘神祇厄瑞玻斯，他在希臘神話中是黑暗的化身，卡俄斯的兒子。

### 古蹟
據南極條約體系，共有三座古蹟和此火山有關，其中有兩座隸屬於此山範圍之内。其中，位於此山附近的第73號古蹟為一不鏽鋼十字架，建於1987年，用以紀念1979年的空難遇害者。另外的兩處古蹟則為第89號和第90號古蹟，它們都是1912年間羅拔·史葛所帶領的新地探險隊所建的營地。他們在當地編製地圖，以及采集了一些地質樣本。

### 紐西蘭航空901號班機空難
紐西蘭航空901號班機是一班定期的南極洲觀光航班，每班航機均會由紐西蘭奧克蘭機場出發，在南極洲觀光回到基督城國際機場加油，最後回到起點奧克蘭機場。1979年11月28日，紐西蘭航空901號班機在飛行途中撞向埃里伯斯火山，機上237名乘客和20位機組人員全部罹難，是紐西蘭航空歷來最嚴重的空難。至今，大部分航機殘骸仍留在埃里伯斯火山上。平常飛機殘骸被埋在冰雪之下，但當天氣回暖，冰雪融化的時候，殘骸會露出來，在空中清晰可見。因此，紐西蘭航空1980年2月17號後取消了所有來往南極洲的航班。